# Новопавловка (Пензенская область)
Новопа́вловка — село в Пензенском районе Пензенской области России. Входит в состав Покрово-Березовского сельсовета.

## География
Село находится в центральной части Пензенской области, в пределах Приволжской возвышенности, в лесостепной зоне, на левом берегу реки Колышлей, на расстоянии примерно 12 км (по прямой) к юго-западу от села Кондоль, административного центра района. Абсолютная высота — 185 м над уровнем моря.

### Климат
Климат характеризуется как умеренно континентальный, с умеренно холодной продолжительной зимой и относительно тёплым летом. Средняя температура воздуха самого тёплого месяца (июля) — 18,8 °C (абсолютный максимум — 40 °C); самого холодного (января) — −13 — −12 °C (абсолютный минимум — −47 °C). Безморозный период длится от 117 до 133 дней. Среднегодовое количество атмосферных осадков варьируется от 467 до 604 мм, из которых большая часть выпадает в тёплый период.

### Часовой пояс
Село Новопавловка, как и вся Пензенская область, находится в часовой зоне МСК (московское время). Смещение применяемого времени относительно UTC составляет +3:00.

## Население
| 1795  | 1859  | 1877 | 1884 | 1897 | 1911 | 1914 |
| ----- | ----- | ---- | ---- | ---- | ---- | ---- |
| 174   | ↗596  | ↗682 | ↘662 | ↗732 | ↗885 | ↗980 |
| 1921  | 1930  | 1939 | 1959 | 1979 | 1989 | 1996 |
| ↗1147 | ↘1057 | ↘199 | ↗406 | ↗507 | ↗508 | ↘482 |
| 2002  | 2010  |      |      |      |      |      |
| ↘406  | ↘327  |      |      |      |      |      |

### Национальный состав
Согласно результатам переписи 2002 года, в национальной структуре населения русские составляли 94 % из 406 чел.